# Lliga espanyola d'hoquei sobre patins masculina 1975-1976
La setena edició de la Lliga espanyola d'hoquei patins masculina, denominada en el seu moment Divisió d'Honor, s'inicià el 27 de setembre de 1975 i finalitzà el 25 d'abril de 1976.
Es va proclamar campió de lliga el CP Voltregà i van descendir el Claret de Sevilla i Cerdanyola CH. El Cibeles d'Oviedo i l'Sferic de Terrassa van mantenir la categoria en una promoció posterior.

## Participants
| - FC Barcelona - Reus Deportiu - HC Sentmenat - CP Cibeles - Sferic Terrassa - CE Arenys de Munt - CH Caldes | - CP Voltregà - CP Vilanova - CP Vic - Claret Sevilla - CE Noia - Cerdanyola CH - CP Mieres |

## Llegenda
| Pts = Punts totals PJ = Partits jugats PG = Partits guanyats PE = Partits empatats PP = Partits perduts GF = Gols a favor |  | GC = Gols en contra DG = Diferència de gols (GF-GC) Ressaltat en verd = Equip campió de lliga. Ressaltat en blau = Equip que promociona per la permanència. Ressaltat en vermell = Equip descendent de categoria. |  |  |

## Fase Regular

### Classificació
| Pos | Equip             | Pts | PJ | PG | PE | PP | GF  | GC  | DG  |
| --- | ----------------- | --- | -- | -- | -- | -- | --- | --- | --- |
| 1   | CP Voltregà       | 48  | 26 | 23 | 2  | 1  | 189 | 92  | +97 |
| 2   | CP Vilanova       | 43  | 26 | 20 | 3  | 3  | 132 | 63  | +69 |
| 3   | FC Barcelona      | 40  | 26 | 18 | 4  | 4  | 154 | 84  | +70 |
| 4   | Reus Deportiu     | 28  | 26 | 13 | 2  | 11 | 159 | 113 | +46 |
| 5   | CE Arenys de Munt | 28  | 26 | 12 | 4  | 10 | 125 | 118 | +7  |
| 6   | HC Sentmenat      | 23  | 26 | 10 | 3  | 13 | 100 | 120 | -20 |
| 7   | CH Caldes         | 21  | 26 | 7  | 7  | 12 | 90  | 114 | -24 |
| 8   | CP Vic            | 21  | 26 | 9  | 3  | 14 | 94  | 123 | -29 |
| 9   | AA Noia           | 20  | 26 | 10 | 0  | 16 | 97  | 125 | -28 |
| 10  | Kiber Mieres      | 20  | 26 | 9  | 2  | 15 | 116 | 153 | -37 |
| 11  | CP Cibeles        | 20  | 26 | 9  | 2  | 15 | 98  | 127 | -29 |
| 12  | Sferic Terrassa   | 18  | 26 | 9  | 0  | 17 | 95  | 128 | -33 |
| 13  | Claret Sevilla    | 18  | 26 | 8  | 2  | 16 | 102 | 158 | -56 |
| 14  | Cerdanyola CH     | 16  | 26 | 6  | 4  | 16 | 119 | 152 | -33 |

## Promoció

### Eliminatòria 1
|                       |     |            |  |
| Pilaristas Alcobendas | 2-1 | CP Cibeles |  |
|                       |     |            |  |

|            |     |                       |  |
| CP Cibeles | 4-2 | Pilaristas Alcobendas |  |
|            |     |                       |  |

### Eliminatòria 2
|             |     |                 |  |
| CP Calafell | 3-0 | Sferic Terrassa |  |
|             |     |                 |  |

|                 |     |             |  |
| Sferic Terrassa | 6-2 | CP Calafell |  |
|                 |     |             |  |